# Palhoça
Palhoça este un oraș în Santa Catarina (SC), Brazilia.